# Тихая обитель
«Ти́хая оби́тель» — пейзаж русского художника Исаака Левитана (1860—1900), написанный в 1890 году. Принадлежит Государственной Третьяковской галерее в Москве (инв. Ж-584). Размер — 87,5 × 108 см.
Полотно, в сюжете которого переплелись впечатления художника, связанные с несколькими монастырями, было окончено в 1890 году, после поездки Левитана на Верхнюю Волгу. В 1891 году картина экспонировалась на 19-й выставке Товарищества передвижных художественных выставок («передвижников»), которая проходила в Санкт-Петербурге, а затем в Москве. «Тихая обитель» имела большой успех у посетителей выставки и получила высокие оценки у художественных критиков, что окончательно подтвердило признание Левитана одним из ведущих российских пейзажистов.
В том же 1891 году полотно было приобретено для одной из частных коллекций. После революции след картины потерялся, и её местоположение оставалось неизвестным до 1960 года, когда она «нашлась» в частном собрании дирижёра Николая Голованова. В 1970 году картина «Тихая обитель» была передана в Государственную Третьяковскую галерею.
По мнению художественного критика Владимира Стасова, «Тихая обитель» — лучшая картина Левитана «по красоте и поэзии тонов вечернего солнца». Относя «Тихую обитель» к серии «пейзажей настроения» Левитана, искусствовед Алексей Фёдоров-Давыдов отмечал, что эта картина «была своего рода заключительным этапом его многолетней работы на Волге», и она «не только не противостоит предшествующему творчеству Левитана, но естественно из него вытекает». Искусствовед Фаина Мальцева писала, что образ, созданный художником в «Тихой обители», «многогранен по своему содержанию», вызывая в душе «и чувство покоя, и тихую лирическую печаль, и восторженное восхищение красотой летнего вечера».

## История

### Предшествующие события и работа над картиной

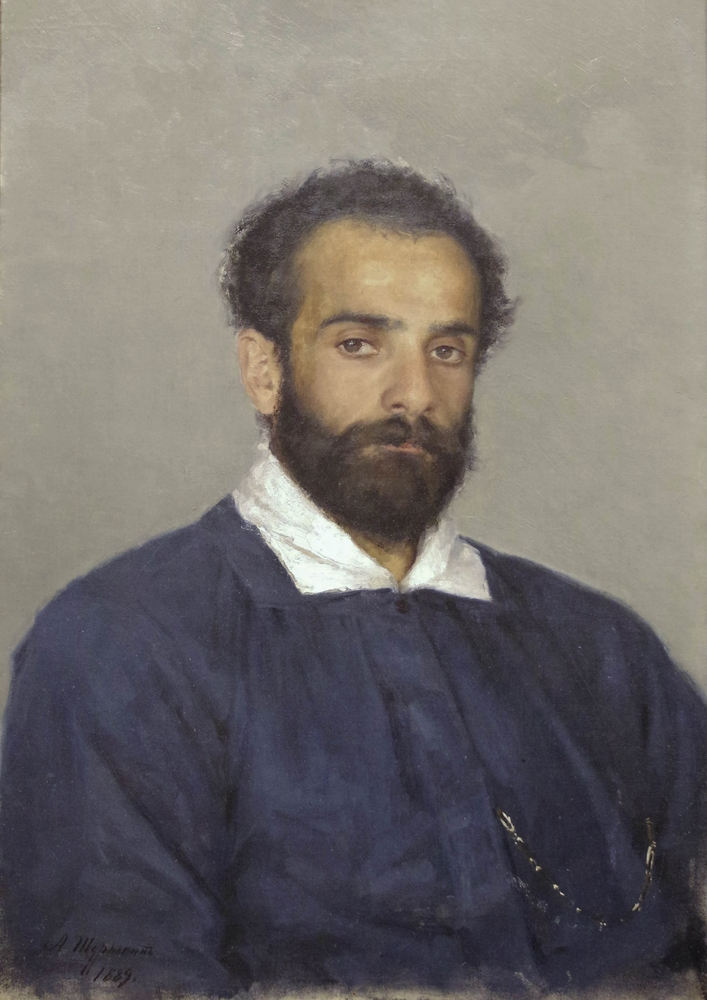
Александр Шурыгин. Портрет Исаака Левитана (1889, Израильский музей)

В марте 1890 года Исаак Левитан отправился в свою первую зарубежную поездку. За два месяца он побывал в Германии и Франции, а также в Италии, где написал несколько пейзажей. Возвратившись в Россию, вместе с художницей Софьей Кувшинниковой он поехал на Волгу, где провёл лето и осень. В 1887—1890 годах Левитан каждый год проводил по несколько месяцев на Волге, так что поездка 1890 года была четвёртой по счёту. Во время неё он посетил Плёс, Юрьевец и Кинешму, создав ряд эскизов и этюдов для будущей картины «Тихая обитель» и других произведений. Путешествуя на пароходе из Плёса в Юрьевец, Левитан также останавливался в Решме.
По словам автора биографии Левитана Софьи Пророковой, «Юрьевец привлёк симпатии художника» и, в частности, «обворожил его один монастырь, расположенный в лесу на противоположном берегу около большого Кривого озера». Это был Кривоезерский монастырь, известный одновременно под названиями Кривоозерский и Кривозерский, а также как Троицкая Кривоезерская пустынь. Монастырь находился на орографически левом берегу Волги, у впадения в неё реки Унжа. Построенная на песчаных холмах, обитель была с трёх сторон окружена озёрами.
Софья Кувшинникова рассказывала, сравнивая с более ранними впечатлениями от вида Саввино-Сторожевского монастыря под Звенигородом: «Левитан поехал из Плёса в Юрьевец в надежде найти там новые мотивы и, бродя по окрестностям, вдруг наткнулся на ютившийся в рощице монастырёк. Он был некрасив и даже неприятен по краскам, но был такой же вечер, как в Саввине: утлые лавы, перекинутые через речку, соединяли тихую обитель с бурным морем жизни, и в голове Левитана вдруг создалась одна из лучших его картин, в которой слились и саввинские переживания, и вновь увиденное, и сотни других воспоминаний».
После поездки в Юрьевец Левитан и Кувшинникова возвратились в Плёс, где они жили в доме Частухина — Философовой. По всей видимости, здесь Левитан работал над эскизом «Тихой обители» и, возможно, начал работу над самой картиной, завершив её ближе к концу года в Москве. Начиная с ноября 1889 года, художник имел возможность работать в доме-мастерской в Большом Трёхсвятительском переулке, выделенном ему предпринимателем и меценатом Сергеем Морозовым.

### 19-я передвижная выставка и продажа картины
Картина «Тихая обитель» была окончена вскоре после возвращения Левитана из поездки на Волгу и имела большой успех на 19-й выставке Товарищества передвижных художественных выставок («передвижников»), открывшейся в Санкт-Петербурге 9 марта 1891 года, а в апреле того же года переехавшей в Москву. Петербургская часть выставки проходила в здании Императорского общества поощрения художеств, а московская — в помещении Московского училища живописи, ваяния и зодчества. На выставке были представлены и два других произведения Левитана — «Ветхий дворик» (или «Ветхий дворик. Плёс», 1888—1890, ныне в ГТГ) и «Боргетто (в Италии)» (местонахождение неизвестно). Картина «Тихая обитель» производила большое впечатление на посетителей выставки, один из которых, врач и публицист Соломон Вермель, в начале XX века вспоминал: «…я как теперь вижу её перед глазами, как теперь помню то блаженное настроение, сладкое душевное спокойствие, которое вызвал во мне этот тихий уголок, изолированный от всего мира и всех „лицемерных наших дел и всякой пошлости и прозы“».

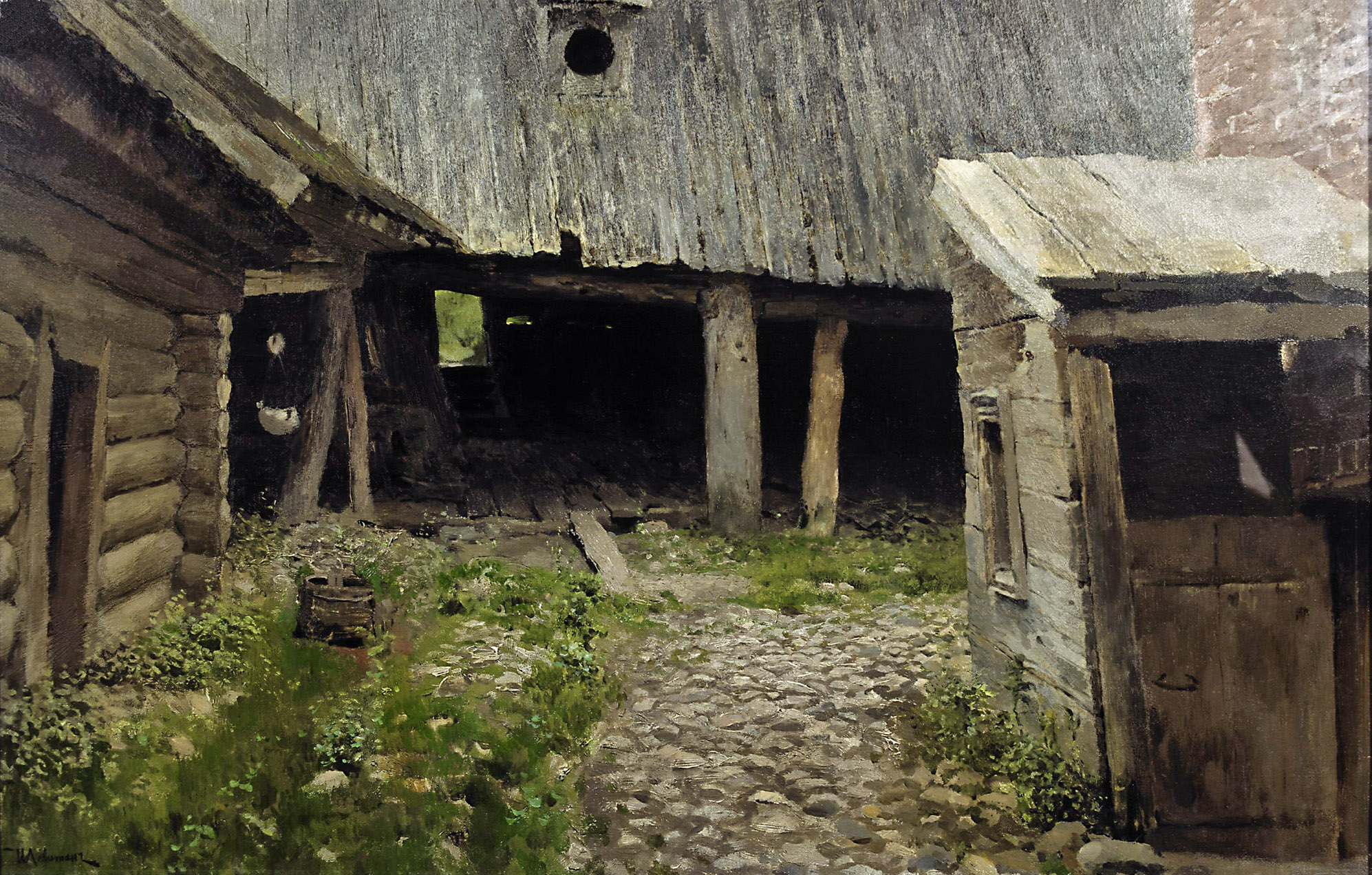
Исаак Левитан. Ветхий дворик. Плёс (1888—1890, ГТГ)

Во время проведения выставки были опубликованы статьи писателей и критиков Алексея Суворина (в газете «Новое время»), Владимира Стасова (в журнале «Северный вестник»), Александра Львовича-Кострицы (в журнале «Север»), Владимира Чуйко (в журнале «Всемирная иллюстрация»), Леонида Оболенского (в журнале «Русское богатство»), Николая Александрова (в газете «Новости дня»), Владимира Сизова и Ипполита Буквы-Василевского (оба — в газете «Русские ведомости»), в которых левитановской «Тихой обители» была дана высокая оценка. Встречались и более критические отзывы — например, писатель Митрофан Ремезов (журнал «Русская мысль»), похвалив «Ветхий дворик» и «Боргетто (в Италии)», не включил «Тихую обитель» в число наиболее понравившихся ему пейзажей из показанных на выставке, а Пётр Гнедич (газета «Санкт-Петербургские ведомости») написал, что, по его мнению, картина «Тихая обитель» «слабая по технике, но сильная по настроению».
Антон Чехов так писал об успехе Левитана в письме к сестре Марии от 16 марта 1891 года: «Был я на передвижной выставке. Левитан празднует именины своей великолепной музы. Его картина производит фурор. <…> Во всяком случае успех у Левитана не из обыкновенных». В том же письме Чехов описывал реакцию других писателей и поэтов, посетивших выставку, — по его словам, Дмитрий Григорович был в восторге от левитановского пейзажа, Яков Полонский находил, что «мост слишком длинен», а Алексей Плещеев отмечал «разлад между названием картины и её содержанием: „Помилуйте, называет это тихою обителью, а тут всё жизнерадостно…“». Впоследствии Чехов использовал образ картины «Тихая обитель» в своей повести «Три года» (1894), героиня которой, Юлия, размышляет, рассматривая пейзаж на выставке: «На переднем плане речка, через неё бревенчатый мостик, на том берегу тропинка, исчезающая в тёмной траве. <…> А вдали догорает вечерняя заря. <…> И почему-то вдруг ей стало казаться, что эти самые облачка,<…> и лес, и поле она видела уже давно и много раз, <…> и захотелось ей идти, идти и идти по тропинке; и там, где была вечерняя заря, покоилось отражение чего-то неземного, вечного».
Результатом успеха «Тихой обители» на выставке передвижников стало окончательное признание Левитана одним из ведущих российских пейзажистов. Его картины стали охотно экспонировать на выставках, и их покупали за хорошую цену, в результате чего заметно улучшилось материальное положение художника. Левитан, ранее бывший экспонентом ТПХВ, с марта 1891 года стал его полноправным членом — за его избрание проголосовали 14 из 18 присутствовавших на собрании членов Товарищества.
Павел Третьяков из трёх произведений Левитана купил для своего собрания только «Ветхий дворик», по какой-то причине не заинтересовавшись «Тихой обителью». В 1891 году прямо с выставки передвижников «Тихая обитель» была приобретена у автора неким Алфёровым из Санкт-Петербурга — в каталоге ГТГ его фамилия указана без инициалов. Судя по всему, Левитан и сам не знал имени и отчества покупателя, поскольку в мае 1891 года в письме к художнику Егору (Георгию) Хруслову он писал: «Имя и отчество г[осподи]на Алферова для меня так же неизвестны, как и для Вас, и потому пошлите ему картину без обозначения имени. Продана картина за 600 р[ублей], о чём уже говорил Лемоху. Адрес упомянутого Алферова верен, т. е. Николаевская, д. 8, кв. 4». Согласно петербургской адресной книге, в 1890-х годах дом 8 по Николаевской улице (ныне — улица Марата) принадлежал купцу 1-й гильдии и основателю банковской конторы Фёдору Александровичу Алфёрову (1839 — не ранее 1917), который, по-видимому, и был покупателем картины.

### Последующие события
Впоследствии картина «Тихая обитель» перешла в коллекцию дирижёра и композитора Николая Голованова (1891—1953), который в конце 1940-х — начале 1950-х годов был главным дирижёром Большого театра. Голованов очень ценил это полотно, отметив его в каталоге своих живописных произведений латинским термином «unicum». После смерти Голованова, последовавшей в 1953 году, его коллекция оставалась у его сестры Ольги Семёновны. Вероятно, искусствоведы не знали, у кого находилась картина после Алфёрова, поскольку в публикации 1956 года указывалось, что её «местонахождение неизвестно». Она снова «нашлась» при подготовке к выставке 1960 года, проходившей в Третьяковской галерее и посвящённой 100-летию со дня рождения Левитана, однако на выставке картина не экспонировалась, поскольку не было получено согласие её владельцев. Сестра Голованова скончалась в 1969 году. После этого был создан Музей-квартира Николая Голованова (ныне — часть Российского национального музея музыки), в котором осталась часть его коллекции, а некоторые полотна были переданы в художественные музеи. В частности, «Тихая обитель» Левитана и «Портрет В. А. Кочубей» Николая Ге в 1970 году были переданы в Третьяковскую галерею.
После этого картина «Тихая обитель» экспонировалась на ряде выставок, проходивших как в СССР и России, так и в других странах Европы, Азии, Северной Америки, а также в Австралии. В 1971—1972 годах полотно принимало участие в выставке «Пейзажная живопись передвижников» (Киев, Ленинград, Минск, Москва). В 1975—1976 годах оно экспонировалось на проходившей в Лондоне и Глазго выставке «Шедевры пейзажной живописи из музеев СССР», в 1976 году — на организованной в Токио выставке «Шедевры русской и советской живописи», в 1978 году — на состоявшейся в Париже выставке «Реализм и поэзия в русской живописи», в 1979—1980 годах — на выставках произведений живописи из музеев СССР в Мельбурне и Сиднее, в 1984—1985 годах — на выставках русского и советского искусства в Дюссельдорфе, Штутгарте и Ганновере, в 1986—1987 годах — на проходившей в Вашингтоне, Чикаго, Бостоне и Лос-Анджелесе выставке произведений из собраний ГТГ и ГРМ, в 1988—1989 годах — на состоявшейся в Москве, Ганновере и Висбадене выставке «1000-летие русской художественной культуры», в 1990 году — на выставке произведений русских художников в Касаме и Саппоро, а в 1998—1999 годах — на состоявшейся в Туле выставке «Русское искусство второй половины XIX века из собрания Государственной Третьяковской галереи».
Картина «Тихая обитель» также входила в число экспонатов юбилейной выставки к 150-летию со дня рождения Левитана, проходившей с октября 2010 года по март 2011 года в Новой Третьяковке на Крымском Валу. Во время выставки был проведён социологический опрос посетителей экспозиции. Согласно результатам этого опроса, «Тихая обитель» оказалась на четвёртом месте среди наиболее понравившихся зрителям произведений художника, пропустив вперёд полотна «У омута» (1892, ГТГ), «Над вечным покоем» (1894, ГТГ) и «Март» (1895, ГТГ). Кроме того, с 29 апреля по 26 сентября 2021 года картина экспонировалась в музейно-выставочном комплексе «Присутственные места» Плёсского государственного музея-заповедника в рамках тематического проекта «И. Левитан. Тихая обитель».

## Сюжет и композиция
На переднем плане картины изображена река, через которую перекинут утлый деревянный мостик — лавы. На другом берегу реки мостик переходит в тропинку, ведущую к лесу, в глубине которого видны главы белых церквей. Композиция построена так, что «лавы действительно влекут взгляд зрителя в глубину, как бы приглашают его идти по ним туда, к монастырю за рекой», «в уединённую от суетного мира „тихую обитель“». На небе — вечерние золотистые облака, среди оттенков которых встречаются не только жёлтый, но и фиолетовый цвета. Здания церквей и колокольни возвышаются над деревьями, и их отражения видны на спокойной глади речной поверхности — «большое пространство спокойной воды с едва колеблющимся в нём отражением дальнего берега и его построек позволило усилить ощущение вечерней тишины и покоя».
В сюжете картины переплелись впечатления художника, связанные с несколькими монастырями. Первоначальный замысел картины, по-видимому, возник в 1887 году, когда Левитан наблюдал закат над Саввино-Сторожевским монастырём под Звенигородом. Кроме этого, при написании картины Левитан использовал образ Кривоезерского монастыря рядом с Юрьевцем на Волге, куда он ездил из Плёса. Этот монастырь, для которого также встречаются названия Кривоозерский и Кривозерский, после 1917 года был закрыт, а в середине 1950-х годов попал в зону затопления Горьковского водохранилища.
На картине также изображена колокольня шатрового типа (с конусообразным верхом). Писательница Софья Пророкова утверждала, что художник нашёл прообраз этой колокольни на Соборной горе в Плёсе, где расположен Успенский собор. Искусствовед Алексей Фёдоров-Давыдов, комментируя утверждение Пророковой, обсуждал и альтернативный вариант, полагая, что в качестве прообраза художник мог использовать колокольню одной из церквей села Решма (расположенного на Волге между Кинешмой и Юрьевцем), поскольку в альбоме Левитана был рисунок с изображением этой церкви. Историк-краевед Николай Зонтиков уточняет, что на левитановском рисунке изображена Христорождественская церковь Решмы (или церковь Рождества Христова), которая выделялась своей высокой колокольней (в 1932 году церковь была закрыта, а в 1964 году была разрушена её колокольня). Краевед Леонид Смирнов, подробно разбирая доводы Фёдорова-Давыдова, тем не менее соглашается с Пророковой и считает, что Левитан, скорее всего, использовал образ колокольни на Соборной горе в Плёсе. Одним из аргументов в пользу этого является то, что соседнее с ней здание, изображённое на картине, тоже имеет архитектуру, сходную с церковью в Плёсе.
Через два года после написания «Тихой обители» очень похожий монастырь был изображён Левитаном на картине «Вечерний звон» (1892), также находящейся в Государственной Третьяковской галерее. Искусствовед Дмитрий Сарабьянов, сравнивая эти две картины, писал, что «Тихая обитель» проще и «может быть трактована как эскиз для второй, хотя сама по себе закончена». Если в «Тихой обители» художник лишь частично отошёл от натурного изображения, заменив в монастырском ансамбле колокольню и несколько видоизменив первый план, то в «Вечернем звоне» пейзаж, окружающий монастырь, подвергся более значительным изменениям — по словам Алексея Фёдорова-Давыдова, в полотне 1892 года Левитан сделал решительный шаг в сторону «сочинённости» пейзажа: «Это — первый у него пейзаж, который не существовал как таковой в натуре».

## Эскизы и этюды
В 1890 году Левитан написал небольшой живописный этюд для будущей картины «Тихая обитель» (дерево, масло, 9,6 × 16,5 см, частное собрание; по информации на 1966 год, он находился в собрании московского коллекционера Н. А. Соколова, ранее — в собрании А. В. Гордона). По словам искусствоведа Алексея Фёдорова-Давыдова, этот этюд с натуры показывает  «стремление Левитана передать золотистое освещение, заливающее и рощу и в особенности здания монастыря». Искусствовед Фаина Мальцева отмечала, что в этом этюде «тонко уловлены краски природы при мягком свете вечернего солнца»; по её мнению, именно он стал «основой колористического строя картины».
Живописный этюд и графические эскизы и наброски для картины «Тихая обитель»
Ряд карандашных эскизов и набросков для картины находится в альбоме Левитана с зарисовками 1890—1895 годов, который хранится в Государственной Третьяковской галерее (инв. 25233). Среди рисунков из этого альбома, исполненных графитным карандашом на бумаге, — эскиз картины «Тихая обитель» в горизонтальном формате (15,8 × 9,8 см, инв. 25233/34 об.) и ещё один эскиз-набросок в вертикальном формате (15,8 × 9,8 см, инв. 25233/35). По мнению Алексея Фёдорова-Давыдова, «являясь в какой-то мере изображением натуры, они вместе с тем уже содержат в себе элементы композиции будущей картины, причём композиция горизонтального рисунка очень близка к окончательному варианту». Кроме того, в альбом входят рисунки «Высокий берег реки с лодкой и намеченным мостиком» (9,8 × 15,8 см, инв. 25233/20), «Высокий берег реки с намеченным мостиком» (9,8 × 15,8 см, инв. 25233/33 об.), «Мостик» (9,8 × 15,8 см, инв. 25233/34), «Монахи, плывущие за рыбой» (9,8 × 15,8 см, инв. 25233/24), «Монастырь с пятиглавой церковью» (9,8 × 15,8 см, инв. 25233/1), «Вид на Кривоозерский монастырь» (9,8 × 15,8 см, инв. 25233/23 об.), «Кривоозерский монастырь» (на двух листах, 9,8 × 31,6 см, инв. 25233/31 об. — 32) и другие. В том же альбоме находится рисунок «Церковь с колокольней в Решме» (1890, 15,8 × 9,8 см, инв. 25233/36), на котором изображена церковь Рождества Христова.
Графические этюды для картины «Тихая обитель»

## Отзывы и критика

### XIX век
Художественный критик Владимир Стасов, «до сих пор игнорировавший Левитана», в своём отчёте о 19-й передвижной выставке, опубликованном в журнале «Северный вестник» (апрельский выпуск 1891 года), дал высокую оценку этому пейзажу, написав, что «Тихая обитель», по его мнению, «лучшая его [Левитана] картина по красоте и поэзии тонов вечернего солнца». Художник Василий Поленов, также побывавший на выставке в Санкт-Петербурге, в письме к своей жене от 4 марта 1891 года отмечал, что «в „Обители“ всем нравится верх, но вода не вполне удалась, слишком режет». Художник Игорь Грабарь в письме к своему брату Владимиру от 10 марта 1891 года писал, что на передвижной выставке Левитан превзошёл всех пейзажистов и что он давно не видел «такого приятного сочетания красок, света, поэзии», как на картине «Тихая обитель», — по словам Грабаря, то, что написал Левитан, «положительно выше всякого сравнения».
Писатель и критик Алексей Суворин в статье, напечатанной в газете «Новое время» (выпуск № 5400 от 12 марта 1891 года), писал, что пейзаж Левитана «Тихая обитель» «полон свежести и поэзии». По словам Суворина, несмотря на кажущуюся простоту и отсутствие подробностей и на то, что «эта роща и монастырь над нею виданы каждым на Руси тысячи раз», «как неизъяснимо прекрасно раскрывается над этим мирным уголком русской земли тихое, прозрачно тихое утро!» Впрочем, другие авторы уточняли, что на картине изображена вечерняя, а не утренняя заря. «Поэтическое настроение художника», выраженное в этом полотне, также отмечал художественный критик Владимир Сизов, опубликовавший статью в газете «Русские ведомости» (выпуск № 126 от 10 мая 1891 года). По его словам, «блестящая гамма тонов способствует силе и эффекту изображаемого пейзажа».
В статье, опубликованной в журнале «Русское богатство» (апрельский выпуск 1891 года), писатель и критик Леонид Оболенский из представленных на 19-й передвижной выставке пейзажей особое внимание уделил «Раннему снегу» Василия Поленова, «Тихой обители» Исаака Левитана, «Югам» Ефима Волкова, а также «Лесной полянке» и «Сосне» («На севере диком») Ивана Шишкина. По словам Оболенского (который, так же как и Суворин, полагал, что на левитановском полотне изображено утро, а не вечер), «Тихая обитель» «до того правдиво передаёт наш местный, северный колорит утреннего освещения, какого-то особенного, холодноватого и влажного, розовато-золотого», что у зрителя создаётся впечатление, что он не стоит перед картиной, а в самом деле видит «и эту реку, и эту сырую траву[,] и эти влажные деревья, и розовые облака, и сияющее бледно-голубое небо».
В статье, опубликованной в журнале «Русская мысль» (майский выпуск 1891 года), писатель Митрофан Ремезов критически отозвался о полотне «Тихая обитель», не включив его в число наиболее понравившихся ему пейзажей из показанных на 19-й передвижной выставке, однако при этом он похвалил две другие левитановские работы — «Ветхий дворик» и «Боргетто (в Италии)». По мнению Ремезова, «Тихая обитель» могла бы войти в число лучших пейзажей выставки, «если бы художник не увлёкся слишком ярким отражением церквей и леса в реке»; по его словам, «этот повторённый, опрокинутый вид решительно портит прекрасную картину».

### XX и XXI века
Художник и критик Александр Бенуа в книге «История русской живописи в XIX веке» писал, что именно на Передвижной выставке 1891 года Левитан в первый раз обратил на себя внимание, несмотря на то, что к тому времени он уже выставлял свои произведения в течение нескольких лет.. По словам Бенуа, в предыдущие годы Левитан «не отличался от других наших пейзажистов, от их общей, серой и вялой массы», но теперь «появление „Тихой обители“ произвело, наоборот, удивительно яркое впечатление» — «казалось, точно сняли ставни с окон, точно раскрыли их настежь, и струя свежего, душистого воздуха хлынула в спёртое выставочное зало, где так гадко пахло от чрезмерного количества тулупов и смазных сапог». Бенуа отмечал, что в этом произведении художник «сказал новое слово, запел новую чудную песнь», которая до такой степени очаровывала зрителей, что давно знакомые вещи «казались невиданными, только что открытыми» и «поражали своей нетронутой, свежей поэзией». По мнению Бенуа, стало ясно, что «здесь не „случайно удавшийся этюдик“, но картина мастера и что отныне этот мастер должен быть одним из первых среди всех».

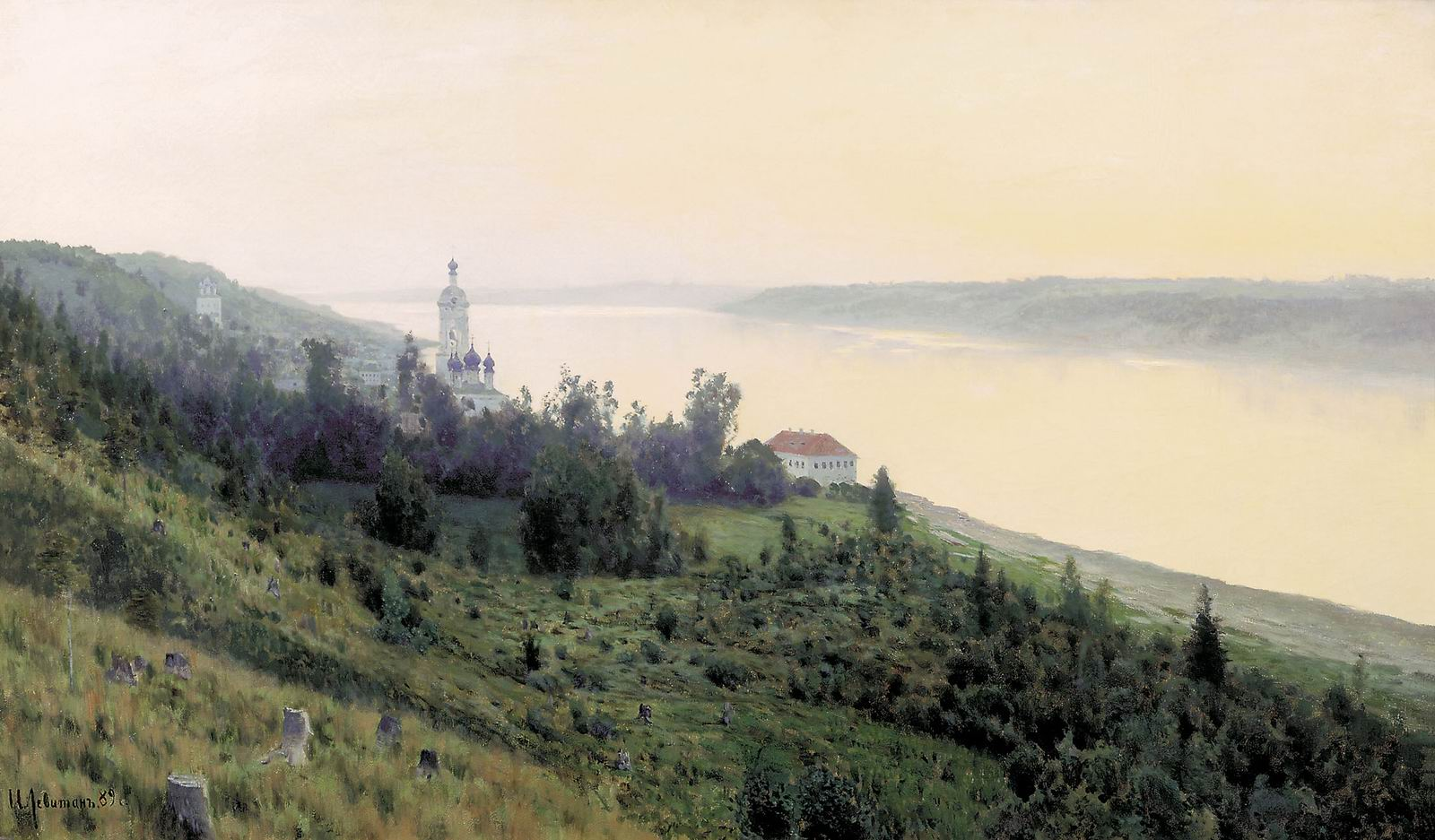
Исаак Левитан. Вечер. Золотой Плёс (1889, холст, масло, 84.2 × 142 см, ГТГ)

Искусствовед Алексей Фёдоров-Давыдов, соглашаясь с высокой оценкой Бенуа, тем не менее расходился с ним во мнении, что это полотно явилось каким-то особым поворотным пунктом в творчестве художника. Относя «Тихую обитель» к серии «пейзажей настроения» Левитана, Фёдоров-Давыдов отмечал, что эта картина «была своего рода заключительным этапом его многолетней работы на Волге», и она «не только не противостоит предшествующему творчеству Левитана, но естественно из него вытекает». В то же время, по мнению Фёдорова-Давыдова, «Тихая обитель» не только завершает волжский цикл работ художника, но и «начинает тот новый, которым отмечена первая половина 1890-х годов».
Искусствовед Глеб Поспелов считал «Тихую обитель» одной из важных картин, представляющих идею «приюта» в пейзажном творчестве русских художников конца XIX века, при этом под «приютом» он понимал «укрытый от бурь безмятежный край, где человеческая душа не только оттаивает, но и прорастает». Кроме «Тихой обители», Поспелов также относил к этой теме более позднюю картину Левитана «Вечерний звон» (1892, ГТГ), а «в качестве их непосредственного предтечи» приводил картину «Вечер. Золотой Плёс» (1889, ГТГ). При этом мотив «приюта» также включал в себя «ощущение пути, который нужно преодолеть, чтобы достигнуть виднеющегося в глубине пристанища», — в частности, в «Тихой обители», «перед тем как достигнуть укрытого за лесом монастыря», взгляд зрителя должен был перейти через «наведённые через реку деревянные лавы».

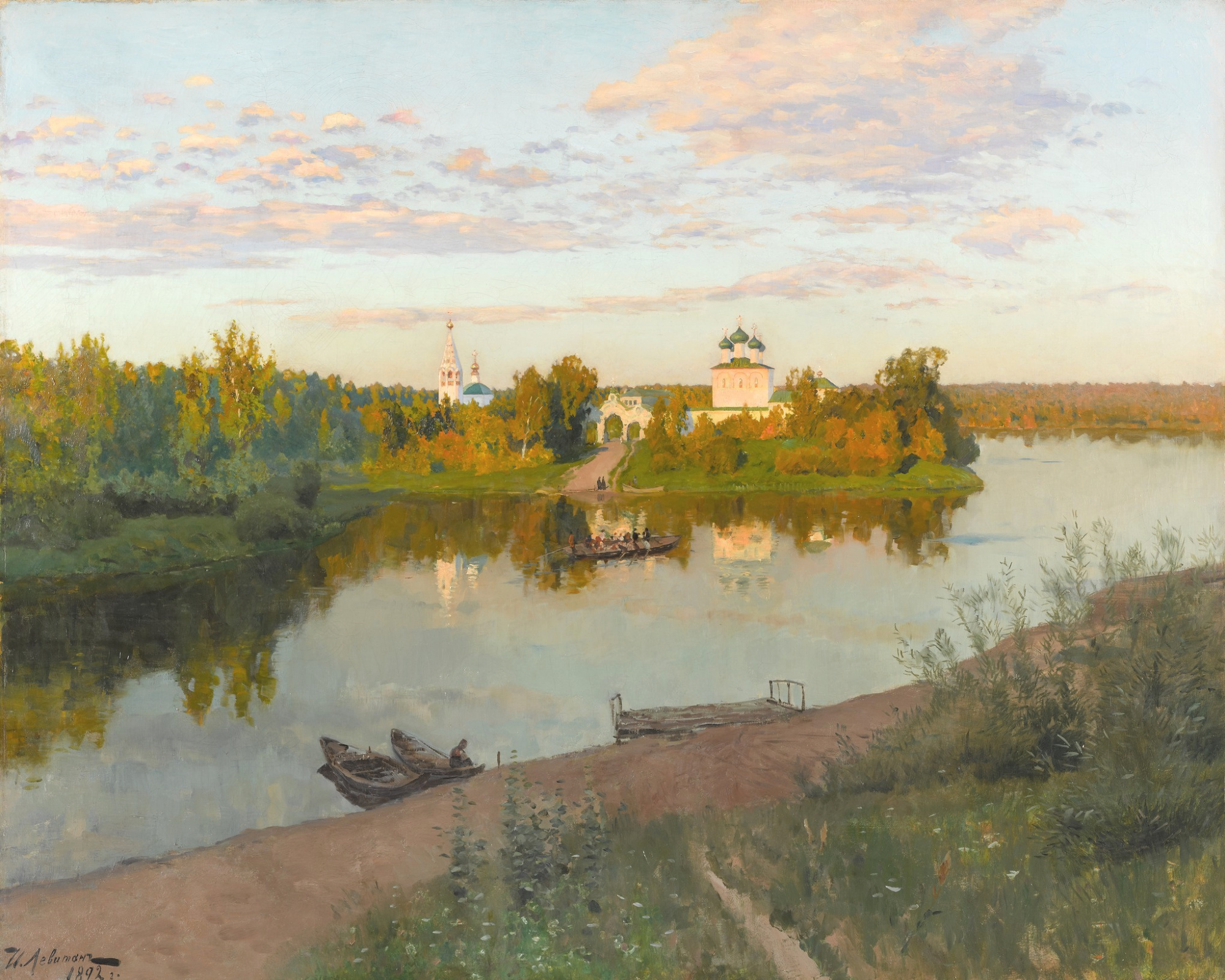
Исаак Левитан. Вечерний звон (1892, холст, масло, 87 × 107.6 см, ГТГ)

Искусствовед Фаина Мальцева тоже отмечала родственность по содержанию пейзажей «Тихая обитель» и «Вечер. Золотой Плёс», а также то, что и в том, и в другом произведении «мягок и гармоничен тёплый золотистый колорит». Мальцева писала, что образ, созданный Левитаном в «Тихой обители», «многогранен по своему содержанию», вызывая в душе «и чувство покоя, и тихую лирическую печаль, и восторженное восхищение красотой летнего вечера». По мнению Мальцевой, именно этими качествами был обусловлен успех полотна на передвижной выставке — современников художника покоряли «исключительная гармоничность образа и многогранность содержания картины».
Искусствовед Татьяна Коваленская писала, что в «Тихой обители» Левитану удалось с особой полнотой передать настроение пейзажей из его «волжской серии», над которыми он работал в 1887—1890 годах. По словам Коваленской, «Тихая обитель», так же как и её более поздний вариант «Вечерний звон», возможно, наиболее полно раскрывает «левитановский образ природы в её способности своей красотой и гармонией рассеивать тяжёлые впечатления жизни, разгонять мрачные мысли, возрождать веру в существование прекрасного, восстанавливать равновесие духовного мира». По мнению Коваленской, с этой точки зрения оба полотна могут рассматриваться как «программные» произведения в творчестве художника.
Отмечая, что «классическая картина» Левитана «Тихая обитель» представляет собой своего рода итог его поездок на Верхнюю Волгу, искусствовед Владимир Круглов писал, что подобная тема не случайно появилась в творчестве художника, поскольку она была связана с его «деликатным интересом» к церковной службе и убранству православных храмов. По мнению Круглова, «Тихая обитель» синтезировала впечатления и размышления Левитана, связанные с духовной жизнью народа и виденными им российскими монастырями. По словам Круглова, это произведение Левитана «перекликается с образами, характерными для живописи Нестерова, предвосхищая лучшие из них».
В своих воспоминаниях художник Александр Головин писал, что во время его обучения в Московском училище живописи, ваяния и зодчества (1882—1889) «о Левитане уже говорили, как о крупном таланте», «но особенное внимание обратил он на себя, когда на Передвижной выставке появилась его „Тихая обитель“». Головин отмечал, что «эта картина была очень проста по сюжету (летнее утро, река, лесистый мысок, розовое, заревое небо, вдали монастырь), но производила впечатление замечательной свежести, искренности, задушевности». Эти качества Головин распространял на всё творчество Левитана, который, по его словам, «понял, как никто, нежную, прозрачную прелесть русской природы, её грустное очарование».

## Комментарии
1. ↑  Для датировки событий, происходивших в Российской империи, используется юлианский календарь («старый стиль»).
2. 1 2 3  В каталоге 19-й передвижной выставки, перепечатанном в книге «Товарищество передвижных художественных выставок. Письма, документы. 1869—1899», — Баргетто[25]; в списке произведений Левитана, приведённом в сборнике «Исаак Ильич Левитан. Документы, материалы, библиография» (1966), — Боргетто[26].
3. ↑  unicus, a, um — с лат. — «единственный в своём роде», «исключительный», «необыкновенный»[43].